# Estaràs
Estaràs – gmina w Hiszpanii, w prowincji Lleida, w Katalonii, o powierzchni 21,01 km². W 2011 roku gmina liczyła 168 mieszkańców.